# Municipio de Kalmar (Estados Unidos)
El municipio de Kalmar (en inglés: Kalmar Township) es un municipio ubicado en el condado de Olmsted en el estado estadounidense de Minnesota. En el año 2010 tenía una población de 1046 habitantes y una densidad poblacional de 12,39 personas por km².

## Geografía
El municipio de Kalmar se encuentra ubicado en las coordenadas 44°4′2″N 92°36′59″O / 44.06722, -92.61639. Según la Oficina del Censo de los Estados Unidos, el municipio tiene una superficie total de 84.39 km², de la cual 84,39 km² corresponden a tierra firme y (0 %) 0 km² es agua.

## Demografía
Según el censo de 2010, había 1046 personas residiendo en el municipio de Kalmar. La densidad de población era de 12,39 hab./km². De los 1046 habitantes, el municipio de Kalmar estaba compuesto por el 98,09 % blancos, el 0,1 % eran afroamericanos, el 0,76 % eran asiáticos, el 0,48 % eran isleños del Pacífico y el 0,57 % eran de una mezcla de razas. Del total de la población el 2,2 % eran hispanos o latinos de cualquier raza.